# 薛騰蛟
薛騰蛟（1511年—1599年），字時化，自號邹峄山人，復號南崗山人，陝西西安府華州渭南縣人，軍籍，明朝政治人物。

## 生平
嘉靖十三年（1534年）甲午科陝西鄉試第五名舉人。嘉靖十四年（1535年）中式乙未科會試第二百六十五名，登第三甲第一百一十一名進士。授长治知县，在任三载，遷南京户部浙江司主事，督儲南都、中都，累遷廣西司员外郎、福建司郎中，以母喪归。服除，除户部山东司郎中，不一年，遷四川按察司佥事，分巡川东，以父喪歸。服阕，起補河南佥事，不久升山西右参议，分守大同，升本省陽和兵备副使，嘉靖三十六年（1557年）十月与大同总兵龚业、巡抚朱笈俱被革职，回籍听调。

## 家族
曾祖薛迪；祖父薛文英；父薛瓘，曾任莒州千户所、保宁千户所吏目。母王氏。兄薛騰霄，涿鹿驿丞。